# 氮化锑
氮化锑是一种无机化合物，化学式为SbN。它可由三氯化锑或三碘化锑和液氨为原料反应制得。三氯化锑在氨、氢气、氮气的混合气体中加热，也可以得到氮化锑。理论计算表明，它是一种铁电材料。